# 天魔

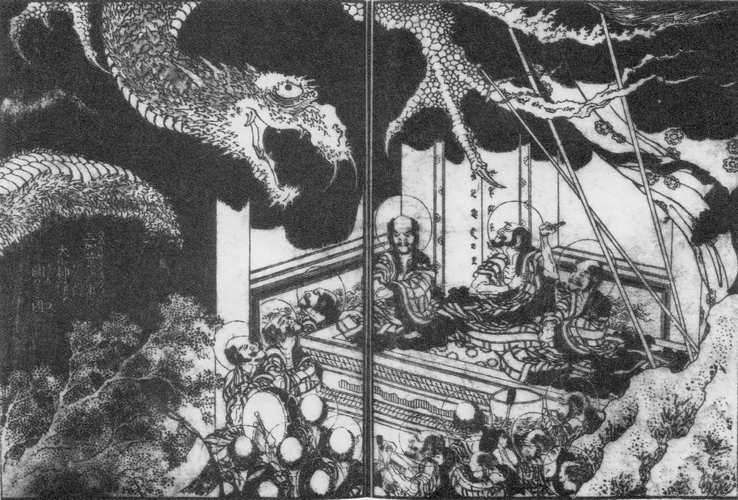
葛飾北斎画『釈迦御一代図会』より、仏法を滅ぼすために釈迦と仏弟子たちのもとへ来襲する第六天魔王

天魔（てんま）とは第六天魔王波旬（はじゅん、サンスクリット: पापीयस् pāpīyas、より邪悪なもの）、すなわち仏道修行を妨げている悪魔のことである。天子魔（てんしま）・他化自在天（たけじざいてん）・第六天魔王（あるいは単に魔王）ともいう。また、天魔の配下の神霊（魔縁参照）のことを表す場合もある。

## 概要
第六天とは仏教における天のうち、欲界の六欲天の最高位（下から第六位）にある他化自在天をいう。『大智度論』巻9に「此の天は他の所化を奪いて自ら娯楽す、故に他化自在と言う。」とあり、他の者の教化を奪い取る天としている。
また『起世経』巻1には「他化天の上、梵身天の下、其の中間に摩羅波旬・諸天の宮殿有り。」とあり、他化自在天と梵衆天の中間に天魔が住んでいるとする。また『過去現在因果経』巻3には「第六天魔王」が登場し、「自在天王」と称している。
これらを踏まえ、『仏祖統紀』巻2には「諸経に云う、魔波旬六欲の頂に在りて別に宮殿有り。今因果経すなわち自在天王を指す。是の如くなれば則ち第六天に当たる。」とあり、他化自在天＝天魔であると考察している。
涅槃経においては天魔が釈迦の教えを破壊するために釈迦や比丘（僧侶）や優婆塞、聖者や阿羅漢のふりをして矛盾する教えを説く事が説かれている。

## 大般涅槃経での波旬
大般涅槃経では序品において釈尊が今まさに涅槃せられんとする場面から始まり、そこには釈尊の涅槃を知って様々な人物が供養しようとして馳せ参じるがその中には魔王波旬もいたと説かれる。その内容は以下の通り。

波旬は、仏の神力によって地獄の門を開いて清浄水を施して、諸々の地獄の者の苦しみを除き武器を捨てさせて、悪者は悪を捨てることで一切天人の持つ良きものに勝ると仏の真理を諭し、自ら仏のみ許に参じて仏足を頂礼して大乗とその信奉者を守護することを誓った。また、正法を持する者が外道を伏する時のために咒（じゅ、真言）を捧げ、これを誦する者を守護し、その者の煩悩は亀が六を蔵す（亀が四肢首尾を蔵めて外敵より身を守ること）ものであると述べて、最後の供養者として真心を受け給うよう願い出た。釈尊は「汝の飲食（おんじき）供養は受けないが、一切衆生を安穏にせんとするためのその神咒だけは受けよう」と仰せられた。波旬は三度懇請して咒は受け入れられたが終に飲食供養は受け給わず、心に憂いを抱いて一隅に座した。

## 法華経と第六天の魔王
日蓮は、第六天の魔王を、仏道修行者を法華経から遠ざけようとして現れる魔であると説いた。しかし、純粋な法華経の強信者の祈りの前には第六天の魔王も味方すると、日蓮は自筆の御書で説いている。日蓮があらわした法華経の曼荼羅に第六天の魔王が含まれているのは、第六天の魔王も、結局は法華経の味方となるという意味である。第六天の魔王は、仏道修行者の修行が進むと、さまざまな障りで仏道修行者の信心の邪魔をするが、それに負けず、一途に信心を貫くものにとっては、さらなる信心を重ねるきっかけとなるにすぎない。なぜなら、信心を深めることにより、過去世からの業が軽減・消滅し、さらなる信心により功徳が増すきっかけとなるからであると日蓮は説いている。現世で受ける第六天の魔王の障りも、「転重軽受(重きを転じて軽く受く)」で一生の間の難に収まる、とする。

## 伊勢神宮（天照大御神）と第六天の魔王
伊勢神宮では古来から「神仏隔離」が貫かれており、神事への僧尼の参列や神域内での読経などの仏事を厳禁していた。しかし、古代から中世にかけて神仏習合が進み、僧侶が神事を執り行う神社も全国では少なくなかった状況の中で、なぜ伊勢神宮の祭神である天照大御神は仏教を忌避するのかについて、神仏隔離の根拠と広く信じられたのが「天照大神と第六天魔王が盟約を交わしていたため」という説であった。鎌倉時代の弘長年間（1261年 - 1264年）、僧の無住道暁が伊勢神宮を参詣した際に、「ある神官が語ったことには、『当社では、仏法僧の三宝の御名を言わず、御殿近くには僧でも参詣しない（以下の理由による）。昔この国がまだなかった頃、大海の底に大日の印文（真言）があったので、大神宮（天照大御神）が鉾を下ろして探り出された。その鉾の滴が露のようであったとき、第六天の魔王が遠くから見て、『この滴が国となり、仏法が流布し、人々が生死を解脱する予兆がある』と考え、そうさせないようにと下ってきたとき、大神宮が魔王と会って、『私は三宝の名も言いません。身にも近づけません。早く天上にお帰りください』と説得して仰ったので、魔王は帰った。その約束を違えまいと、僧などは御殿近くにも参詣せず、社殿では経を表立って持たず、三宝の名も正しく言わない。仏をたちすくみ、経を染め紙、僧を髪長、堂をこりたきなどと言い、外には仏法と疎遠のようにして、内には三方をお守りくださっていらっしゃる。それ故、我が国の仏法はまったく大神宮のご方便によるのである。」と聞いたことを、著作である「沙石集」（巻第一「大神宮の御事」）に書き残している。この天照大御神と第六天魔王との盟約説は、太平記（巻十六 日本朝敵の事）にも登場するなど、当時の人々に広く膾炙していたようである。